# Стефанос Дзімас
Сте́фанос Дзі́мас (грец. Στέφανος Τζίμας; нар. 6 січня 2006, Салоніки) — грецький футболіст, нападник англійського клубу «Брайтон енд Гоув Альбіон»

## Клубна кар'єра

### ПАОК
Вихованець футбольної академії клубу ПАОК, до якої приєднався 2013 року. В 2022 році почав виступати за ПАОК Б, а в січні 2023 року переведений до першої команди. 10 січня 2023 року дебютував в основному складі ПАОКа в матчі Кубка Греції проти «Каламати», замінивши Дієго Бісесвара. 25 лютого в поєдинку проти «Яніни» дебютував у грецькій Суперлізі. У віці 17 років 1 місяця та 19 днів він став п'ятим наймолодшим футболістом в чемпіонаті Греції. 5 березня в матчі проти «Іонікоса» забив свій перший гол за ПАОК. Таким чином у віці 17 років, 1 місяця та 26 днів став наймолодшим бомбардиром в історії ПАОКа, перевершивши поререднє досягнення Йоргоса Кудаса (17 років, 4 місяці та 9 днів, який відзначився проти «Нікі» (Волос) в квітні 1964).
24 серпня 2023 року в матчі кваліфікації Ліги конференцій УЄФА проти шотландського «Гарт оф Мідлотіан» дебютував у єврокубках, замінивши Брендона Томаса. 11 жовтня 2023 року англійська газета The Guardian назвала його одним з 60-ти найкращих футболістів світу 2006 року народження. Всього в сезоні 2023–24 забив 4 голи в 23 поєдинках за ПАОК, допомігши команді виграти Суперлігу.
20 червня 2024 року продовжив контракт з ПАОКом до червня 2028 року.

#### Оренда в «Нюрнберг»
27 червня 2024 року перейшов на правах оренди в німецький клуб Другої Бундесліги «Нюрнберг» до кінця сезону. 3 серпня дебютував за нову команду в матчі Другої Бундесліги проти «Карлсруе», вийшовши на заміну Кандзі Окунукі. 14 вересня того ж року в поєдинку проти клубу «Ульм 1846» забив свій перший гол за «Нюрнберг». У цій грі вже в компенсований час також отримав червону картку, здобувши двохматчеву дискваліфікацію.

### «Брайтон енд Гоув Альбіон»
3 лютого 2025 року перейшов в англійський клуб «Брайтон енд Гоув Альбіон», втім на решту сезону 2024-25 залишився на правах оренди в «Нюрнберзі». Сума трансферу становила 20,8 млн фунтів стерлінгів.

## Кар'єра в збірній
Виступав за збірні Греції до 16, до 17, до 19 і до 21 року. В липні 2023 року потрапив в заявку збірної до 19 років на юнацький чемпіонат Європи на Мальті. На турнірі провів усі 3 поєдинки групового етапу, відзначившись дублем у ворота збірної Норвегії.

## Статистика виступів
Станом на 16 березня 2025 
| Клуб              | Сезон             | Чемпіонат         | Чемпіонат | Чемпіонат | Кубок | Кубок | Єврокубки | Єврокубки | Всього | Всього |
| Клуб              | Сезон             | Дивізіон          | Матчі     | Голи      | Матчі | Голи  | Матчі     | Голи      | Матчі  | Голи   |
| ----------------- | ----------------- | ----------------- | --------- | --------- | ----- | ----- | --------- | --------- | ------ | ------ |
| ПАОК Б            | 2022–23           | Суперліга 2       | 9         | 6         | —     | —     | —         | —         | 9      | 6      |
| ПАОК Б            | 2023–24           | Суперліга 2       | 1         | 1         | —     | —     | —         | —         | 1      | 1      |
| ПАОК Б            | Всього            | Всього            | 10        | 7         | —     | —     | —         | —         | 10     | 7      |
| ПАОК              | 2022–23           | Суперліга         | 4         | 1         | 3     | 0     | —         | —         | 7      | 1      |
| ПАОК              | 2023–24           | Суперліга         | 16        | 3         | 3     | 1     | 4         | 0         | 23     | 4      |
| ПАОК              | Всього            | Всього            | 20        | 4         | 6     | 1     | 4         | 0         | 30     | 5      |
| → Нюрнберг        | 2024–25           | Друга Бундесліга  | 23        | 12        | 1     | 0     | —         | —         | 24     | 12     |
| Всього за кар'єру | Всього за кар'єру | Всього за кар'єру | 53        | 23        | 7     | 1     | 4         | 0         | 64     | 24     |

1. ↑  Матчі в Лізі конференцій УЄФА

## Досягнення
ПАОК
- Чемпіон Греції: 2023–24[31]